# マルティン・ヘルバルト
マルティン・ヘルバルト（Martin Höllwarth、1974年4月13日 - ）は、オーストリア、シュヴァーツ(Schwaz)出身の元スキージャンプ選手で現在は指導者。

## プロフィール
1991年のノルディックスキージュニア世界選手権で個人戦金メダルを獲得。翌1991/92シーズンからスキージャンプ・ワールドカップに参戦、1991年1月10日のプレダッツォ大会（イタリア）で早くも勝利をあげる。
その勢いのままアルベールビルオリンピックに出場、17歳の若さで3つの銀メダルを獲得した。
しかしその後はオリンピックであまり活躍できず、1998年の長野オリンピックで団体戦銅メダル獲得に貢献したのみである。
ヘルバルトの最も輝かしい実績はノルディックスキー世界選手権で合計6個ものメダルを獲得していることである。その内訳は金メダル3個（2001年ノーマルヒル団体、2005年ノーマルヒル及びラージヒル団体）、銅メダル3個（1999年ラージヒル団体、2001年ノーマルヒル個人及びラージヒル団体）である。
2001年2月4日、ヴィリンゲン（ドイツ）のワールドカップから帰国する際、ヘルバルトの運転する車が事故を起こし、コーチのアロイス・リップブルガーが亡くなった。ヘルバルトは同乗していたアンドレアス・ビドヘルツルとともに軽傷で助かった。
ワールドカップでは通算8勝（2位6回3位15回）、総合では2003/2004、2004/05の2期連続5位が自己最高位。
スキージャンプ週間で3回総合2位となっている。
2007/08シーズン限りで現役引退、
2008年からエストニアナショナルチームのコーチを務めていたが 
、2009年9月に解任された。